# Teratas
Teratas is een bestuurslaag in het regentschap Tanggamus van de provincie Lampung, Indonesië. Teratas telt 1414 inwoners (volkstelling 2010).